# Salix oreophila
Salix oreophila là một loài thực vật có hoa trong họ Liễu. Loài này được Hook. f. ex Andersson miêu tả khoa học đầu tiên năm 1860.